# しまなみ温泉 喜助の湯
しまなみ温泉 喜助の湯（しまなみおんせん きすけのゆ）は、愛媛県今治市中日吉町にある入浴や宿泊、飲食など兼ね備えた複合温浴施設である。

## 概要
愛媛県松山市でキスケBOXなどを展開するキスケ株式会社が運営している。
2014年に「しまなみ天然温泉キスケのゆ　今治駅前店」として開業。2017年に低温サウナやラウンジなどを追加する改修工事をし、名称を変更しリニューアルオープンした。2020年にはサイクリストの要望を受けて、カプセルホテル「喜助の宿」をプラスし、自転車で疲れた体を休ませるトランジット（立ち寄り）施設としてバージョンアップさせた。
サイクリングの聖地であるしまなみ海道のお膝元である今治市に立地しており、「しまなみサイクルトランジット」を運営コンセプトに掲げている。館内にはロードバイク専用のウォッシュスペースやロードバイクの専用ロッカーなどが設けられている他、整備用の工具の貸し出しも行っている。雑誌「BiCYCLE CLUB」にて、2022年まで4年連続で「日本一サイクリストが集まる温泉」の称号を獲得し殿堂入りを果たしている。また、2024年には「ニフティ温泉サウナランキング2024」において、全国5,558施設の中から西日本5位を獲得した。

## 施設
1階
- 天然温泉
- 「うどんと唐揚げ酒場　かめや」（食堂）
- 「湯上がりスイーツ専門店 島CAFE」(スイーツ専門店)
- 「手もみ処　癒和」（リラクゼーション）
- 「アロマエステサロン　癒和香庵」（エステサロン）
- 「髪切工房 癒和爽庵」（理容室）
- キッズルーム
- イベントホール&コミック
- テラス

2階
- 低温サウナ エリア
- クールダウンルーム
- 休憩エリア

3階
- 喜助の宿（宿泊施設）
- ゲストラウンジ
- コミックエリア
- ワーキングデスク

## 沿革
- 2014年 - 「しまなみ天然温泉キスケのゆ　今治駅前店」として開業。
- 2017年11月 - 「しまなみ温泉 喜助の湯」としてリニューアルオープン。
- 2020年2月 - 館内にカプセルホテル「喜助の宿」がオープン。

## 交通アクセス
- JR四国今治駅より徒歩で約1分。
- 西瀬戸自動車道今治インターチェンジより車で約5分。